# Schloss Söllheim
Das Schloss Söllheim steht in der Gemeinde Hallwang nahe der Stadt Salzburg und ist ein altes Barockschloss, das sich in Privatbesitz befindet.

## Geschichte

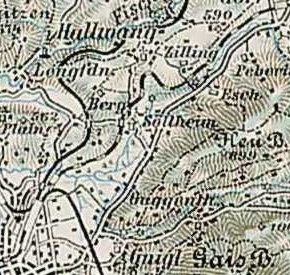
„Söllheim“. Franzisco-Josephinische Landesaufnahme, Blatt 31–48 Salzburg, um 1900

Die erste Besitzerin von Söllheim soll im 12. Jahrhundert Adelheid de Saldersheime gewesen sein. Söllheim kam Ende des 14. Jahrhunderts von den Tannern an das Erzbistum. Am 23. Februar 1455 verkaufte Friedrich Gauchsperger dem Hans I. Prätzl den Sitz zu Selhaim. Ihm folgte Hans II. als Pfleger von Radegg 1565. Um 1510 besaß Hans III. den Ansitz und erwarb die Burg Radegg. Am 3. Januar 1539 belehnte Kardinal Matthäus Lang Jakob Strasser, Richter der Dompropstei, mit Söllheim, der ihn von den Prätzlschen Erben gekauft hatte. Am 25. Juni 1576 gaben die Kuratoren der Strasserschen Güter Söllheim dem Erzbischof zur Tilgung von Ausständen zurück. Am 29. Oktober 1650 kaufte der Metzger Matthias Reitsamer Söllheim; damals verlangte die Hofkammer die Rückführung an das Hofurbar, da es ja aus dem Tannerschen Amt ausgeschieden war.
Die Witwe Eva Reitsamer verkaufte 1684 an Johann Kaufmann aus Meran, der nach einer Legende ein großes Vermögen in Venedig erworben haben soll. Dieser ließ den Ansitz in der heutigen Form aufführen (1689–1702), der aus einem mittelalterlichen Wehr- bzw. Wohnturm hervorgegangen war. Gleichzeitig errichtete Kaufmann die Antonius-Kapelle. 1694 wurde er mit dem Prädikat von Söllheim nobilitiert. Seine einzige Tochter Anna Maria heiratete 1696 Johann Christoph Pauernfeind von Eys. 1710 richtete Kaufmann zugunsten seiner Enkel ein Fideikommiss ein, das dann Johann Christoph Cajetan Pauernfeind von Eys als Majoratsherr übernahm. Ihm folgte sein Sohn Johann Franz Christoph Ignaz, der 1782 in Söllheim verstarb. Schon 1778 hatte er das Majorat an seinen jüngeren Bruder Johann Franz Anton übergeben. Nach dessen Tod wurde der noch minderjährige Sohn Johann Burkhart Majoratsherr. Dieser kämpfte dann im österreichischen Heer, aus dem er 1811 ausschied; Söllheim überließ er seiner Schwester Maria Anna Mayr, geborene von Eys. Unter ihr gab es auch ein Heilbad für Frauen in diesem Schloss. Das Fideikommiss wurde von der bayerischen Regierung 1812 aufgehoben.
Die weiteren Besitzer des freieigenen Schlosses Söllheim mit Mayer- und Mesnerhaus wurden am 18. Mai 1832 Franz Schwarzacher (durch Kauf), am 10. August 1839 Georg Weikl (nach Versteigerung), am 20. Juli 1843 Marie Gräfin von Thun-Hohenstein, geborene Freiin Mladota von Solopisk, und am 27. Januar 1879 Ernst Graf von Thun-Hohenstein. Auf dem Erbweg kam es dann am 15. Oktober 1904 an Rudolf und Mathilde von Thun-Hohenstein bzw. am 8. September 1941 an Mathilde allein. Von ihr erbte am 26. Oktober 1964 Karl Ledóchowski-Thun, stellvertretender Landesamtsdirektor, den Besitz. Er übergab Söllheim am 16. Dezember 1968 an seine Tochter Eleonore Gruchmann-Bernau, geb. Ledóchowska-Thun.

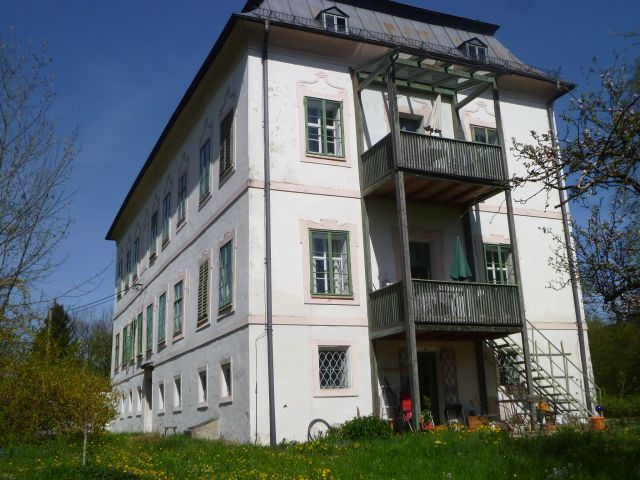
Seitenansicht von Schloss Söllheim
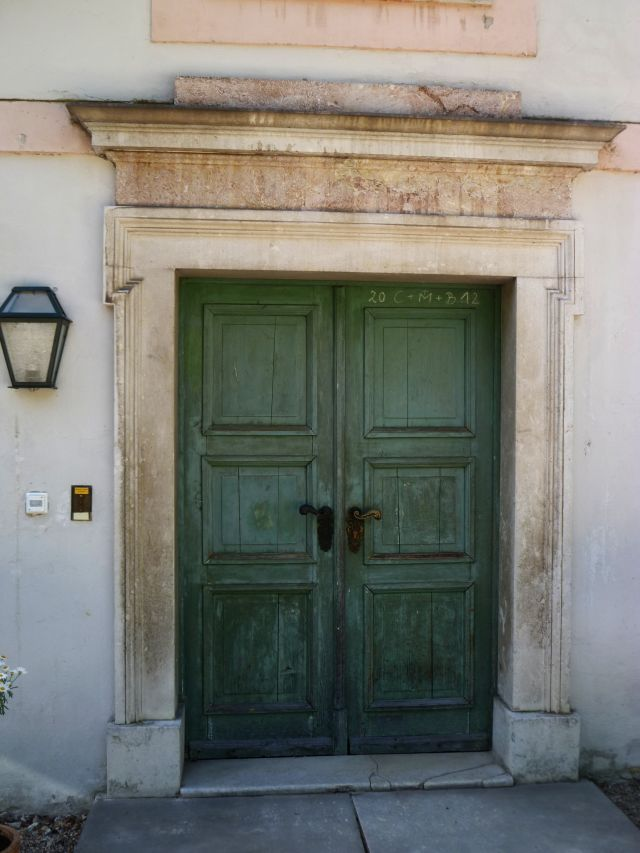
Eingangsportal von Schloss Söllheim
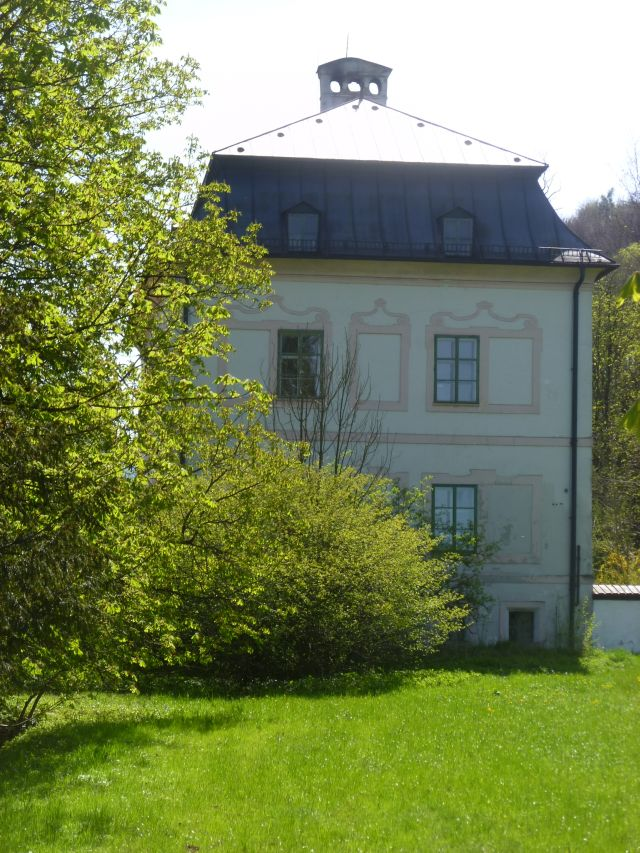
Schloss Söllheim: Seitenansicht mit Blindfenster
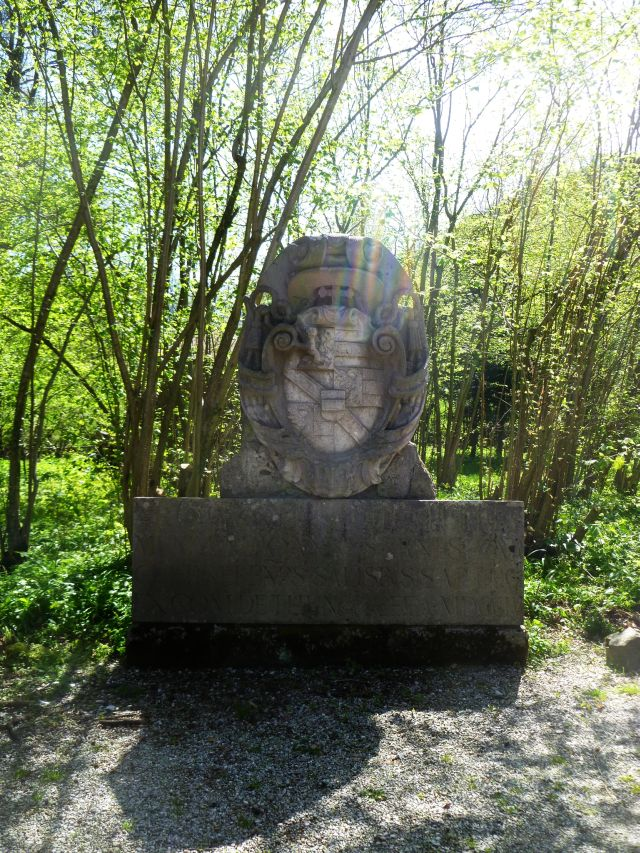
Wappenstein im Garten von Schloss Söllheim

## Schloss Söllheim heute
Das Schloss ist ein rechteckiger Bau mit Sockelgeschoß sowie zwei Obergeschoßen und wird durch ein Mansarddach abgeschlossen. Im Sockelgeschoß sind in der Ost- und Westfassade jeweils ein Tor mit einfacher Marmorumrahmung. Die Fenster sind vergittert. Die Geschoße sind durch Faschen abgegrenzt, die Fenster haben Faschen mit Ohren und Schlusssteinen, im zweiten Obergeschoß sind sie mit breiten Voluten geschmückt. Ein Teil der Fenster sind als Blindfenster ausgeführt, um die Symmetrie des Baues zu wahren. Im Inneren sind Stuckdecken angebracht. Im westlichen Teil finden sich noch Reste des mittelalterlichen Vorgängerbaus.

### Wappenstein
Am Rande des Kiesplatzes ist ein mächtiger Wappenstein aus Untersberger Marmor aufgestellt. Er stammt vom 1704 erbauten äußersten Linzertor, dem sogenannten Ravellintor. Der Wappenschild bezieht sich auf den 1687–1709 regierenden Fürsterzbischof Johann Ernst von Thun und Hohenstein. Nach dem Abbruch des Revallintores 1894 wurde der eigentlich auf Untersicht ausgelegte Wappenstein auf einem niederen Sockel im Park von Schloss Söllheim aufgestellt.

## Antoniuskapelle
In der Nähe des Schlosses befindet sich die Antoniuskapelle, die heutige Filialkirche zum hl. Antonius von Padua und das ehem. Mesnerhaus, welches heute als Restaurant „Pfefferschiff“ bekannt ist. Die Kapelle wurde von Anton Kaufmann errichtet. Dieser hatte seinem Arbeitgeber ein schon verloren geglaubtes mit Pfeffer beladenes Schiff abgekauft. Er schwor dem Heiligen Antonius eine Kapelle zu errichten wenn das Schiff doch noch eintreffen sollte. Als das Schiff wenig später tatsächlich in Venedig eintraf, errichtete er die Kapelle. Die Kapelle wurde 1685/86 durch Gaspari Zugalli auf ovalem Grundriss mit ovaler Kuppel und Dachreiter erbaut. Gegenüber steht eine Statue des hl. Johannes Nepomuk, die 1727 von Josef Anton Pfaffinger geschaffen wurde. Die Sockelaufschrift bezieht sich auf den Bauherrn Johann Christoph Pauernfeind von Eys.

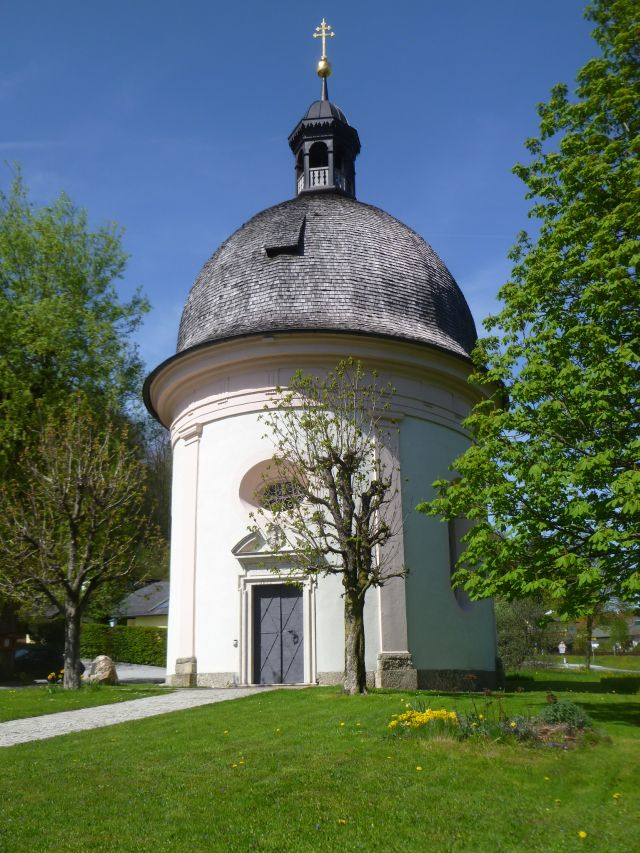
Schoss Söllheim: Antonius-Kapelle
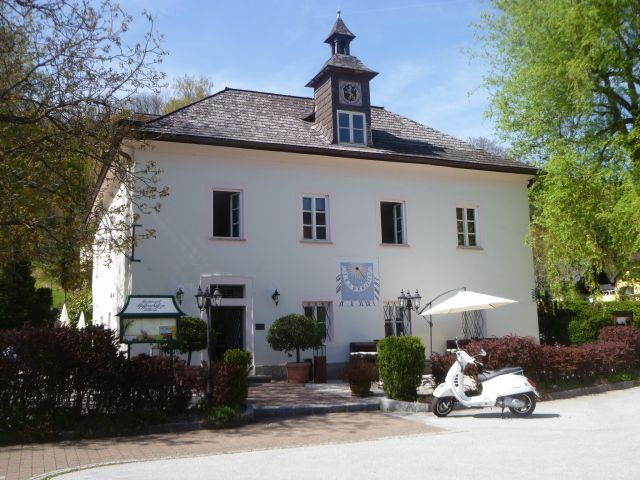
Schloss Söllheim: Mesnerhaus
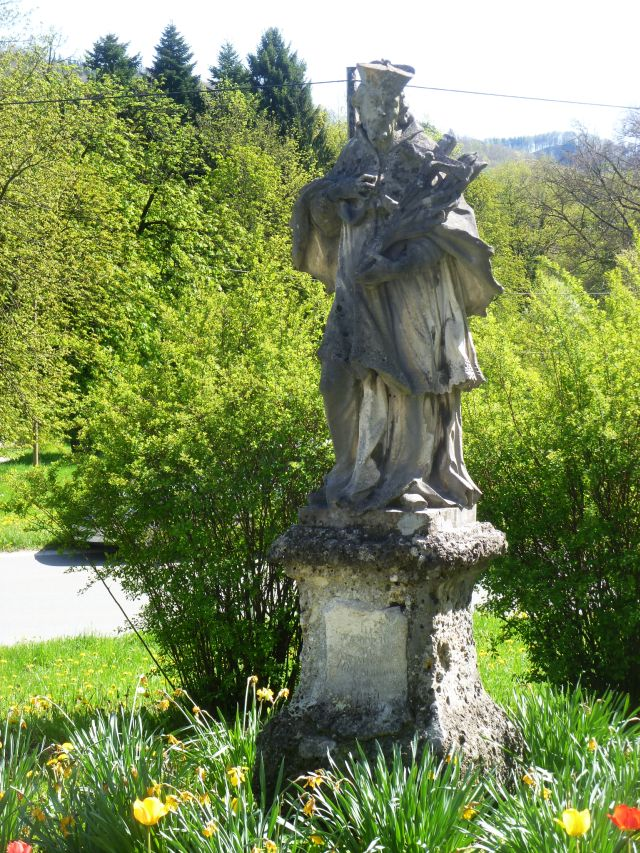
Schloss Söllheim: Nepomukstatue von Josef Anton Pfaffinger
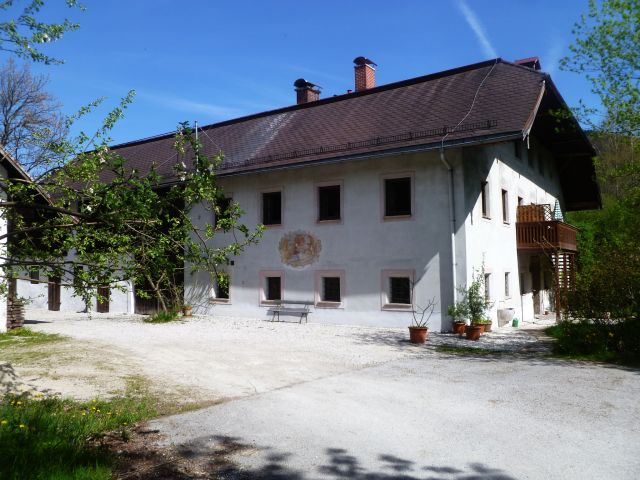
Schloss Söllheim: Meierhof
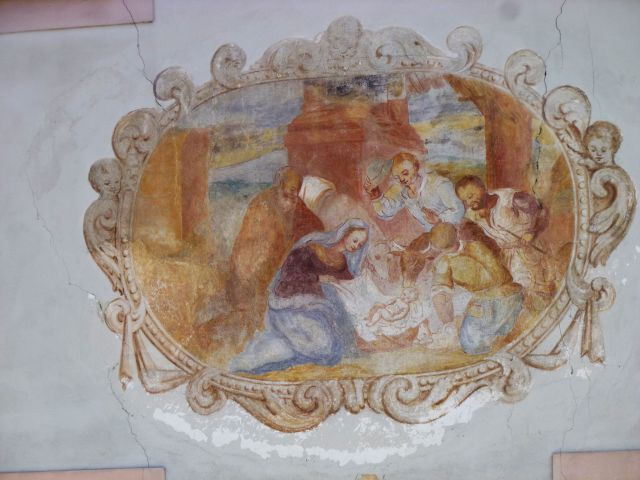
Anbetung der Hirten auf dem Meierhof von Schloss Söllheim
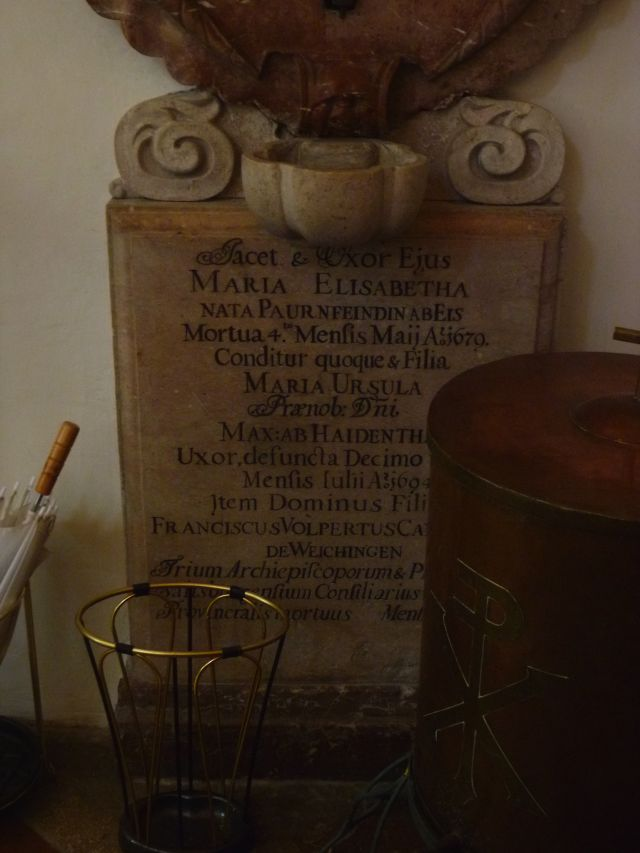
Epitaph der Maria Elisabetha Pauernfeind von Eys in der Müllner Kirche

Das daneben stehende ehemalige Mesnerhaus ist mit einem Walmdach ausgestattet, das früher einen Firstgraben aufwies. Als Dachreiter dient ein Uhrtürmchen, dessen hölzerne Wappentafel auf Hans Kaufmann verweist und mit den Jahreszahlen 1686 und 1964 versehen ist.
Zum Schlossbau zu zählen ist auch die nördlich gelegene Meierei, eine mächtige Einhof-Anlage mit gemauertem Wohnteil, Rechtecksportal und Schopfwalmdach. Die Seitenwände sind durch Wandmalereien („Anbetung der Hirten“ und „Anbetung der Könige“) geschmückt.